# Vihantasalmibron
Vihantasalmibron är en 168 meter lång fackverksbro av trä över Lahnavesi cirka 13 kilometer väster om Mäntyharju. 
Bron byggdes som ersättning för en gammal bågbro av stål efter en arkitekttävling. Det vinnande förslaget från ingenjörsfirman Rantakokko & Co Oy var inspirerat av den traditionella finska juldekorationen   himmeli.
Bron består av fem brospann, varav de tre mittersta är tillverkade av limträ och de två andra av en kombination av trä och betong. Bron har två körbanor samt en gång- och cykelbana. Den var en av världens längsta vägbroar av trä när den invigdes den 3 november 1999.
Vihantasalmibron tilldelades Årets träpris år 2000.